# همبر (همبرات)
همبر (بالفارسية: همبر) هي قرية تقع في إيران في قسم همبرات الريفي. يقدر عدد سكانها بـ 61 نسمة بحسب إحصاء 2016.